# ۳۵۲ (پیش از میلاد)
۳۵۲ (پیش از میلاد) ۳۵۲مین سال قبل از تقویم میلادی است.